# 김제 금산사 육각 다층석탑
김제 금산사 육각 다층석탑(金堤 金山寺 六角 多層石塔)은 전북특별자치도 김제시 금산사에 있는 고려시대의 석탑이다. 1963년 1월 21일 대한민국의 보물 제27호로 지정되었다.
높이 2.18미터이며, 점판암（黏板岩）으로 만들어졌다. 기단(基壇)은 지상에 6각의 화강암（花崗岩） 석재 3단이 놓이고 각면에 사자가 새겨져 있다. 특수한 석재를 사용한데다 각층의 조각이 섬세하고 화려하여 매우 아름다운 느낌을 준다.

## 개요
이 탑은 고려초의 석탑으로 봉천원 터에서 옮겨온 것이다.
현재의 높이는 2.18m이며 11층의 탑으로 우리나라 탑이 대부분 화강암으로 만든 방형탑인데 비해 이 탑은 점판암의 육각다층석탑임이 특색이다. 이색적인 각층의 체감 비례가 아름다우며 섬세한 조각 기법을 보여준다. 원래 이 탑에는 층마다 탑신이 있었으며 육각의 모서리마다 풍경이 달려 장엄스러웠으나, 지금은 가장 위의 2개층의 탑신과 11개층의 옥개석만 남아 있다.

## 같이 보기
- 금산사 金山寺

## 사진

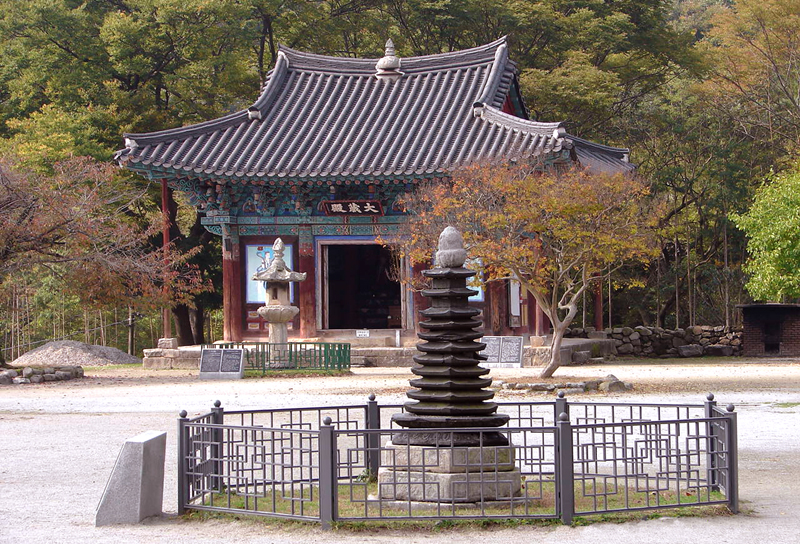
금산사 육각다층석탑(보물 제27호)

## 참고 자료
- 김제 금산사 육각 다층석탑 - 국가유산청 국가유산포털